# معادلة باولي
تعود معادلة باولي في ميكانيكا الكم (بالإنجليزية: ) إلى العالم الفيزيائي النمساوي ولفجانج باولي وهي تصف حركة جسيم ذو عزم مغزلي مساوي 1/2 ، مثل الإلكترون يتحرك ببطء في مجال كهرومغناطيسي بحيث تكون كل من طاقة المجال وطاقة الحركة صغيرتان بالمقارنة بكتلة السكون للإلكترون .
فبالإضافة إلى معادلة شرودنجر وأجزائها التي تحتوي على مواصفات جسيمات بدون عزم مغزلي فتحتوي معادلة باولي على جزء يختص بربط العزم المغزلي للإلكترون مجال مغناطيسي وهو تآثر لم يمكن حسابه بالميكانيكا التقليدية الكلاسيكية . وأمكن عن طريق إدخال هذا الجزء في المعادلة إلى حساب حركة ذرة الفضة في تجربة شترن-جيرلاخ وفهمها. فعد مرور شعاع من ذرات الفضة في مجال مغناطيسي غير متساوي، فإن الذرات بعد مرورها خلال المجال المغناطيسي تنحرف مكونة شعاعين بدلا من شعاع واحد ، وهذا الانفصال يحدث بحسب اتجاهي العزم المغزلي للذرات ، الذي هو أصلا إلى العزم المغزلي للإلكترونات وما يقترن به من عزم مغناطيسي.
معادلة باولي:
{\displaystyle \mathrm {i} \,\hbar \,\partial _{t}\,\varphi =\underbrace {\left({\frac {({\vec {p}}-q{\vec {A}})^{2}}{2\,m}}+q\,\phi \right)} _{\text{Hamilton operator without Spin}}\,\varphi -g\,\underbrace {{\frac {q\,\hbar }{2\,mc}}\,{\frac {\vec {\sigma }}{2}}\cdot {\vec {B}}} _{\text{Spin-Magnetic field}}\,\varphi \,.}
في المعادلة تعني :
- {\displaystyle \varphi ={\begin{pmatrix}\varphi _{\uparrow }(t,{\vec {x}})\\\varphi _{\downarrow }(t,{\vec {x}})\end{pmatrix}}}

الدالة الموجية المعتمدة على المكان للجسيم (الإلكترون)،
- {\displaystyle p^{i}=-\mathrm {i} \hbar \partial _{x^{i}}\,,i\in \{1,2,3\}\,,}

```

  

    

      

        
i

      

    

    
{\displaystyle i}

  

 الجزء  الخاص  
بزخم الحركة
 ,
```

- {\displaystyle \,q} شحنة الجسيم
- {\displaystyle \,m} كتلة الجسيم,
- {\displaystyle \,\phi } جهد كهربي غير متجه ,
- {\displaystyle {\vec {A}}} جهد متجه,
- {\displaystyle \,g} معامل لاندي,
- {\displaystyle {\vec {\sigma }}} مصفوفات باولي,
- {\displaystyle {\vec {S}}=\hbar \,{\frac {\vec {\sigma }}{2}}} معامل العزم المغزلي,
- {\displaystyle {\vec {B}}={\text{rot}}\,{\vec {A}}} مجال مغناطيسي.

في حالة مجال مغناطيسي منتظم ضعيف
{\displaystyle {\vec {B}}}
تربط معادلة باولي بين العزم المغزلي للإلكترون و معامل لاندي (معامل المغناطيسية الدوارة)
{\displaystyle g} بطريقة أقوى من ربطها بالعزم الزاوي المداري
{\displaystyle {\vec {L}}\,,}
{\displaystyle \mathrm {i} \,\hbar \,\partial _{t}\,\varphi ={\frac {{\vec {p}}^{2}}{2\,m}}\varphi -{\frac {q}{2\,m\,c}}\,{\bigl (}{\vec {L}}+g\,{\vec {S}}{\bigr )}\cdot {\vec {B}}\,\varphi \,.}
كما يمكن استنباط معادلة باولي من معادلة ديراك مع اهمال مؤثرات النظرية النسبية الخاصة فيها ، حسيث أنها تصف حركة جسيمات أولية لها عزم مغزلي 1/2 سواء لها شحنة أم لا .وبذلك تتنبأ معادلة ديراك بالقيمة {\displaystyle g=2} لمعامل المغناطيسية الدوارة . وتصحح ديناميكا كهرتحريك الكم هذه القيمة بالقيمة :
{\displaystyle g=2,002\,319\,304\,8(8)\,.}
وتنطبق القيمة المعينة نظريا مع نتائج التجارب التي أجريت على الإلكترون بدقة عشرة أرقام متساوية .

## اقرأ أيضا
- ميكانيكا الكم
- ثابت كوري
- مغناطيسية حديدية
- مغناطيسية مسايرة
- مغناطيسية معاكسة
- نصف قطر بور
- تموج كمومي
- مبدأ عدم التأكد
- تحلل ألفا
- حالة قاعية
- حالة إثارة
- نفق ميكانيكا الكم